# Gribodia punctatissima
Gribodia punctatissima är en stekelart som beskrevs av Giordani Soika 1974. Gribodia punctatissima ingår i släktet Gribodia och familjen Eumenidae. Inga underarter finns listade i Catalogue of Life.